# Jan Krasicki
Jan Krasicki, także Janek Krasicki, ps. Kazik, Janek (ur. 18 września 1919 w Sowlinach, zm. 2 września 1943 w Warszawie) – polski działacz młodzieżowego ruchu komunistycznego, członek Drugiej Grupy Inicjatywnej Polskiej Partii Robotniczej i Gwardii Ludowej, organizator i przewodniczący Związku Walki Młodych, zamordowany przez Niemców.

## Życiorys

### Rodzina, młodość i działalność przedwojenna
Wychował się w rodzinie inteligenckiej jako syn Marii z domu Drożdżak i Fryderyka Krasickiego (1888-1961), urzędnika pełniącego przed wojną funkcję inspektora oświatowego i posła na Sejm RP III kadencji z ramienia Bezpartyjnego Bloku Współpracy z Rządem. Miał dwóch młodszych braci: Witolda (ur. 1921) i Jerzego (ur. 1923). Był kuzynem Mieczysława Granatowskiego. W 1922 i 1935 tymczasowo przebywał w rodzinnym mieście ojca, Zagórzu.
W 1937 ukończył Gimnazjum Państwowe im. Józefa Piłsudskiego w Święcianach, wiążąc się pod koniec nauki z Komunistyczną Partią Zachodniej Białorusi. W 1937 rozpoczął studia prawnicze na Uniwersytecie Warszawskim. Tam wstąpił do Organizacji Młodzieży Socjalistycznej „Życie”, która pozostawała pod wpływami nielegalnych ugrupowań – Komunistycznej Partii Polski i Komunistycznego Związku Młodzieży Polskiej. Nawiązał też bezpośrednie kontakty z działaczami KPP. W wyniku bójki z działaczami narodowymi został aresztowany i usunięty z Uniwersytetu Warszawskiego.

### Okupacja radziecka na polskich ziemiach wschodnich
Po wrześniu 1939 przedostał się na tereny okupacji radzieckiej do Lwowa, gdzie został przyjęty na drugi rok prawa na Lwowskim Uniwersytecie Państwowym im. Iwana Franki. Mieszkał wówczas w II Domu Techników. Został przewodniczącym Związku Zawodowego Studentów i Pracowników Naukowych wydziału prawniczego. W 1940 rozpoczął starania o przyjęcie do Komunistycznego Związku Młodzieży (Komsomoł). Jego zabiegi zostały uwieńczone powodzeniem, co było dowodem zaufania radzieckich władz do Krasickiego jako wyróżniającego się agitatora politycznego. W okresie skierowanych w polską ludność radzieckich represji, masowych deportacji i terroru Krasicki aktywnie włączył się w działalność na rzecz propagowania stalinizmu wśród polskiej i ukraińskiej młodzieży. Zgodnie z relacją Kazimierza Żygulskiego "tropił zawzięcie nieprawomyślność swych kolegów, brał udział w przeprowadzaniu deportacji". Uczestniczył w zebraniach, w czasie których przesłuchiwano studentów przed przyjęciem do organizacji związkowej, do której przynależność była obowiązkowa. Zdaniem Kazimierza Żygulskiego zebrania te wykorzystywano także do układania list osób przeznaczonych do wywózki. W ich trakcie dochodziło również do rozstrzygania wzajemnych animozji pomiędzy działaczami przedwojennych młodzieżowych organizacji komunistycznych oraz do wstępnej selekcji kandydatów do partii i Komsomołu. Między 15 a 20 października 1939, w trakcie zebrania likwidacyjnego organizacji Bratnia Pomoc na Politechnice Lwowskiej, Krasicki wystąpił z referatem przypominającym o antysemickim wątku w działalności tej organizacji, zdominowanej przed wojną przez Młodzież Wszechpolską. Politechnika Lwowska była pierwszą uczelnią w Polsce, która już w 1936 wprowadziła, wymierzone w studentów żydowskich, getto ławkowe. Kolejni mówcy, narodowości żydowskiej, wskazali osoby będące na sali, które były działaczami organizacji antysemickich. Wskazanych następnie pobito i doprowadzono do mównicy, aby zabrali głos. Ostatecznie, według relacji Zbysława Popławskiego, część z nich wyprowadzono z sali i zastrzelono na korytarzu. Rolę Krasickiego w trakcie zebrania Zbysław Popławski określił jako prowokatora do zaplanowanego ludobójstwa. 
Ponadto Krasicki jako działacz Komsomołu, działał jako tajny obserwator podczas indoktrynujących wykładów marksizmu-leninizmu organizowanych zarówno dla polskich studentów, jak i profesorów uniwersytetu im. Iwana Franki (wspominał o tym prof. Eugeniusz Rybka; wykłady obserwowali także funkcjonariusze NKWD). W początkach 1941 został II Sekretarzem Miejskiego Komitetu Komsomołu we Lwowie. Wiosną 1941 był członkiem delegacji studentów na spotkanie z I Sekretarzem Komitetu Centralnego Komunistycznej Partii Ukrainy Nikitą Chruszczowem. Organizował koła komsomolskie w zakładach pracy, urządzał odprawy dla agitatorów i wykładowców politycznych, którzy mieli organizować obowiązkowe spotkania polityczne, tzw. „masówki” dla robotników. Stał się wówczas bohaterem radzieckich reportaży propagandowych w lwowskiej prasie i w radio.

### Działalność po wybuchu wojny niemiecko-sowieckiej

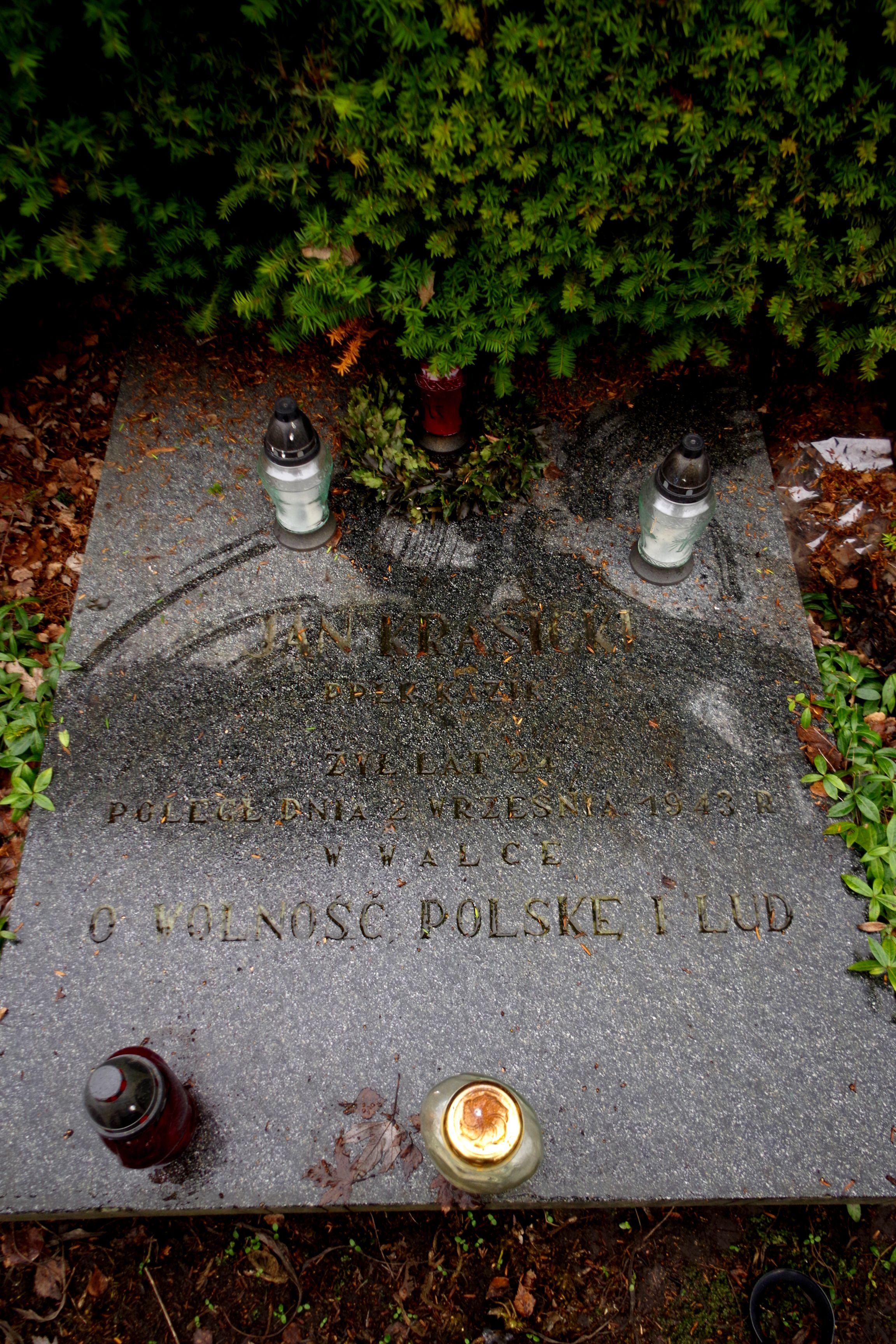
Grób Janka Krasickiego na Cmentarzu Wojskowym na Powązkach w Warszawie

Po wybuchu wojny niemiecko-sowieckiej w czerwcu 1941 był pod szczególną ochroną służb radzieckich – wraz z władzami lwowskiego Komsomołu ewakuowano go na wschód. W Moskwie został wytypowany do grupy Polaków, którzy mieli zostać przerzuceni do Polski w celu realizacji zadań dywersyjnych oraz wytycznych radzieckiej polityki i taktyki propagandowej na ziemiach polskich. Po przeszkoleniach służb specjalnych, zakamuflowanych jako Szkoła Kominternowska, mieszcząca się w Nagornoje, Puszkino i prawdopodobnie Schodni, włączono go do tzw. drugiej grupy inicjatywnej, która, po przerzuceniu do kraju 20 maja 1942 zasiliła kierownicze kadry komunistycznej konspiracji w ramach PPR i tworzonej wraz z nią Gwardii Ludowej.
Od czerwca 1942 do marca 1943 był kierownikiem łączności radiowej Komitetu Centralnego PPR z Moskwą oraz członkiem bojówki specjalnej, podległej władzom partii. Brał udział w różnego rodzaju akcjach zbrojnych GL, w tym w akcji na Komunalną Kasę Oszczędności w Warszawie 30 listopada 1942, w której zdobyto olbrzymie fundusze na działalność konspiracyjną i propagandową.
Pod koniec grudnia 1942 z polecenia kierownictwa PPR-GL w (Findera, Jóźwiaka, Gomułki i Fornalskiej) działając wspólnie z Mieczysławem (Mordechajem) Hejmanem zastrzelił na ulicy Kamienne Schodki na Starym Mieście sekretarza PPR Bolesława Mołojca z powodu zagrożenia działań PPR.
Zajmował się szkoleniem politycznym i wojskowym młodych członków GL. Latem 1943 na polecenie zwierzchników ściągnął do Warszawy Bolesława Bieruta. W 1943 przygotowywał powołanie młodzieżowej przybudówki PPR, która uzyskała nazwę Związku Walki Młodych, stając się jej drugim przewodniczącym. W sierpniu 1943 przygotowywał wydanie kolejnego po miesięcznej przerwie numeru pisma „Walka Młodych” oraz redagował planowaną deklarację ZWM.
2 września 1943 został aresztowany w mieszkaniu przy ulicy Jasnej w Warszawie. Po wyprowadzeniu na ulicę kopnął jednego z gestapowców i usiłował uciec, lecz został zastrzelony. 9 maja 1945 został pochowany na Cmentarzu Wojskowym na Powązkach w Warszawie (kwatera C6 ZWM-1-2).

## Upamiętnienie i propaganda PRL
Pośmiertnie został awansowany do stopnia kapitana Gwardii Ludowej i podpułkownika ludowego Wojska Polskiego.
W okresie PRL-u nie eksponowano nadmiernie jego działalności na rzecz ZSRR i aktywności w propagowaniu kultu Stalina, całkowicie przemilczając, że był radzieckim agitatorem w czasach krwawych represji i deportacji ludności polskiej z ziem wschodnich w latach 1939–1941. Z reguły przemilczano także jego udział w zabójstwie Bolesława Mołojca, gdyż uznawano to za temat niewygodny. Wokół jego postaci wykreowano legendę (np. Halina Rudnicka napisała w 1955 Wspomnienie o Janku Krasickim), stał się symbolem patriotyzmu i bezinteresownej walki młodego pokolenia o socjalizm.

## Janek Krasicki jako patron

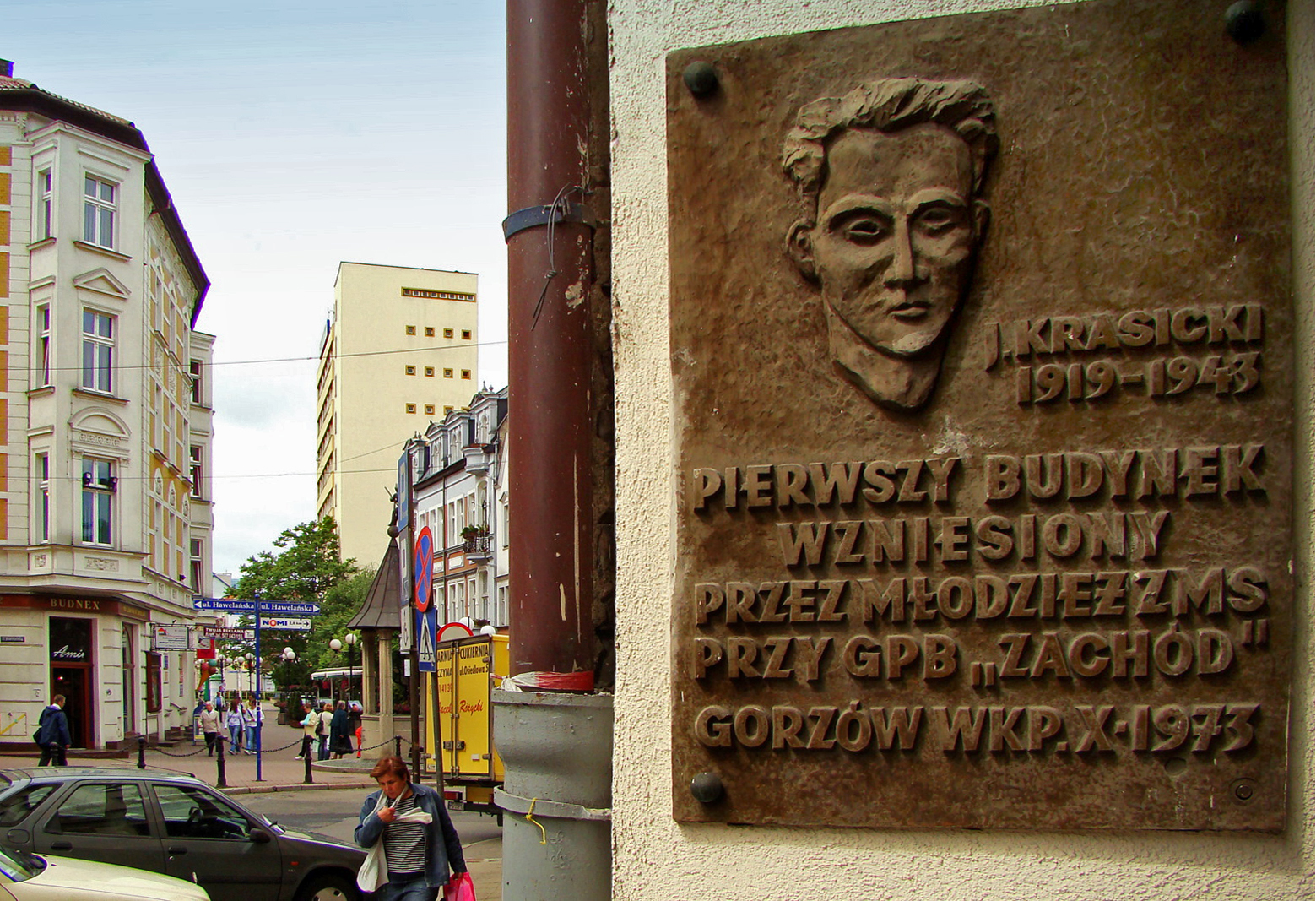
Tablica na budynku w Gorzowie Wlkp z 1973

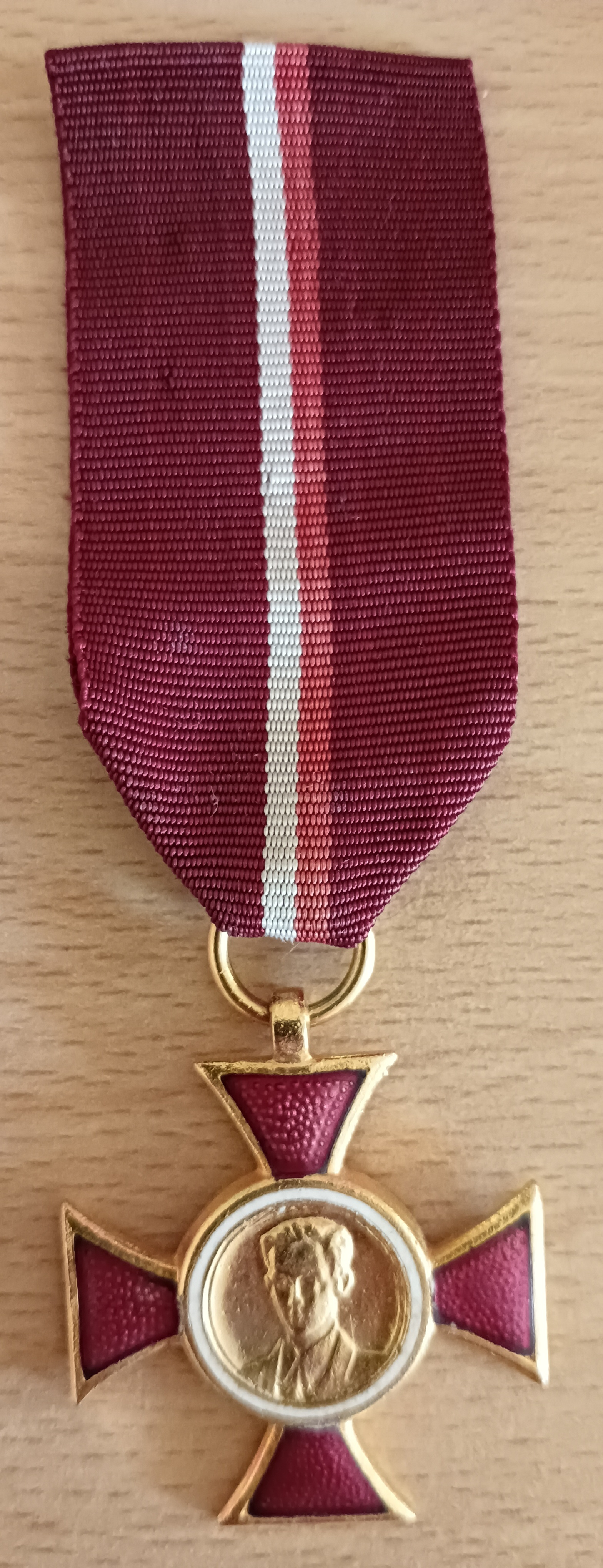
Odznaczenie im. Janka Krasickiego, wręczane działaczom ZSMP.

Został patronem Związku Młodzieży Socjalistycznej, który ustanowił odznaczenie jego imienia.
Jego imię nosiły m.in. do 1990 jeden z parków w Łodzi, obecnie Park im. gen. M. Zaruskiego, Limanowski Dom Kultury, Zasadnicza Szkoła Zawodowa (obecnie zespół szkół technicznych i ogólnokształcących im. Jana Pawła II), sanatorium dla dzieci w Rymanowie Zdroju (obecnie uzdrowisko Maria), park w Rudzie Śląskiej–Goduli (gdzie umieszczony był pomnik z wizerunkiem Janka Krasickiego), park w Mogilnie – obecnie Park Miejski, Szkoła Podstawowa nr 5 w Stargardzie (obecnie im. Jana Pawła II), szkoła podstawowa w Ujkowicach, szkoła podstawowa w Zagórzu, Szkoła Podstawowa nr 1 w Kaliszu (poprzednio i obecnie im. Konstytucji 3 Maja), Szkoła Podstawowa nr 32 w Katowicach (obecnie Bohaterów Monte Cassino), Szkoła Podstawowa nr 18 w Rzeszowie (od 1970), Szkoła Podstawowa nr 28 w Kielcach (obecnie im. Żołnierzy 4pp „Czwartaków”), Szkoła Podstawowa nr 4 w Kętrzynie (obecnie im. S. Moniuszki), Szkoła Podstawowa nr 70 w Gdańsku-Oliwie, Szkoła Podstawowa nr 31 w Sosnowcu, Szkoła Podstawowa nr 79 w Poznaniu (obecnie im. Arkadego Fiedlera), Szkoła Podstawowa nr 56 w Poznaniu (obecnie im. Charles’a de Gaulle’a), Szkoła Podstawowa nr 87 w Krakowie – Nowej Hucie (przed szkoła odsłonięto pomnik z wizerunkiem patrona), Szkoła Podstawowa nr 33 w Krakowie ul Konarskiego (obecnie Gimnazjum nr 16 im. Króla Stefana Batorego), Szkoła Podstawowa nr 1 w Praszce (obecnie Publiczne Gimnazjum im. Ojca Świętego Jana Pawła II w Praszce), Szkoła Podstawowa w Trębaczewie (obecnie im. ks. Jana Twardowskiego), Szkoła Podstawowa nr 203 w Warszawie Śródmieściu (obecnie im. Antoniny i Jana Żabińskich, Szkoła Podstawowa nr 12 w Skarżysku-Kamiennej (obecnie Gimnazjum nr 2 im. Powstańców Warszawy), Szkoła Podstawowa nr 2 w Wągrowcu (obecnie im. Cystersów Wągrowieckich), Szkoła Podstawowa nr 4 w Białej Podlaskiej obecnie im.  Kornela Makuszyńskiego, Szkoła Podstawowa nr 30 w Wałbrzychu (obecnie im. Armii Krajowej), Szkoła Podstawowa nr 10 w Pruszkowie (obecnie im. M. Konopnickiej), Szkoła podstawowa nr 4 we Włocławku, Szkoła Podstawowa nr 19, w Jastrzębiu Zdroju ( obecnie im. J. Tuwima), Publiczna Szkoła Podstawowa nr 5 w Kraśniku (obecnie im. H. Sienkiewicza), Szkoła Podstawowa nr 28 w Bydgoszczy, Szkoła Podstawowa nr 46 w Szczecinie, Liceum Ogólnokształcące w Nowej Soli i Jaworznie (obecnie im. T. Kościuszki),Szkoła Podstawowa nr 66 we Wrocławiu (obecnie im. Zbigniewa Herberta), XXX Liceum Ogólnokształcące w Łodzi (obecnie im. biskupa Ignacego Krasickiego), Liceum Ekonomiczne w Tarnowie (obecnie Zespół Szkół Ekonomiczno-Gastronomicznych w Tarnowie im. J. Piłsudskiego), Wyższa Oficerska Szkoła Lotnicza w Dęblinie, Zespół Szkół Rolniczych we Wroniu (obecnie Zespół Szkół we Wroniu), Zespół Szkół Budowlanych w Sanoku (od  5 października 1987). Na początku września 1987 powołano Ogólnopolski ZSMP-owski Klub Szkół im. Janka Krasickiego.
Jego pomniki stały w Gdańsku, Opolu, Siemianowicach Śląskich, Skarżysku-Kamiennej i Elblągu. W tym ostatnim mieście jego pomnik został zdemontowany 6 marca 2014 roku. W 1951 przemianowano stary statek rzeczny z 1883 roku, noszący nazwę „Książę Józef” na MS „Janek Krasicki”. Jednostka pływała m.in. po Warcie. W 1959 został wodowany drobnicowiec typu B 54 MS „Janek Krasicki”. Imię Krasickiego nosił również szkuner szkolny Janek Krasicki Ligi Obrony Kraju z 1951 roku, którego macierzystym portem była Jastarnia.
W stanie z 2009 był patronem placu w centrum Budziszewic, a także ulic m.in. w Sanoku, Rzeszowie (od 1951, poprzednio Klementyny Hoffmanowej), Sosnowcu, Łodzi, Wierzbicy, Działdowie, Dzierzgoniu, Dźwirzynie, Drawskim Młynie, Hrubieszowie, Łasku, Sierakowie, Witnicy, Ustce, Świętochłowicach, Kuźni Raciborskiej, Staszowie, Wieruszowie, Gorzowie Wielkopolskim, Płońsku, Opocznie, Poddębicach, Głuszycy oraz w Łobzie, Rykach, Reszlu, Zamościu, Kozienicach, Janowcu Wielkopolskim w Żychlinie i w Żarach. Patron zespołu szkolno-przedszkolnego w Godowie.  Do 2017 istniał w Elblągu skwer im. Janka Krasickiego; nowa nazwa nie została nadana. Po demokratyzacji, nowym patronem ulicy Krasickiego na osiedlu Zacisze w Prudniku został Ludwik Mierosławski.

## Odznaczenia
- Order Krzyża Grunwaldu II klasy – pośmiertnie (29 maja 1946, za zasługi położone w walce z okupantem i udział w pracach konspiracyjnych w okresie okupacji)[12][27].
- Order Krzyża Grunwaldu III klasy – pośmiertnie (15 lipca 1945)[28].
- Srebrny Krzyż Zasługi – pośmiertnie (20 grudnia 1946, za bohaterskie czyny i dzielne zachowanie się w walce z niemieckim najeźdźcą oraz za gorliwą pracę i sumienne wypełnianie obowiązków służbowych)[29].

## Awanse
- oficer GL – 1942
- kapitan – 1943 (pośmiertnie)
- podpułkownik – 2 listopada 1944 (pośmiertnie)